# Carl Gans
Carl Gans (* 7. September 1923 in Hamburg; † 30. November 2009 in Austin, Texas) war ein US-amerikanischer Herpetologe deutsch-jüdischer Herkunft.

## Leben
1939 floh Gans mit seiner Familie in die Vereinigten Staaten und ließ sich in New York City nieder. Hier machte er seinen Highschool-Abschluss. Sein Interesse an Tieren und Forschung begann in seiner Kindheit. In seiner späten Teenager-Zeit lebte die Familie in Upper Manhattan nahe der George Washington Bridge, wo Gans in den feuchten, noch unentschlossenen Gegenden der New Jersey Palisades entlang des Hudson River Reptilien und Amphibien sammelte. Trotz seines Interesses an Tieren war sein Vater nur zur Finanzierung eines Studiums bereit, wenn sein Sohn einen praktischen Beruf erlernt. So entschied er sich für ein Studium als Maschinenbauingenieur an der New York University, wo er 1944 den Bachelor of Machinical Engineering erlangte. Anschließend trat er dem Ingenieurcorps der United States Army bei, wo er von 1944 bis 1946 zunächst auf den Philippinen und anschließend in Japan stationiert war. In Japan unternahm Gans 1945 seine ersten herpetologischen Feldstudien in Übersee. Nach seiner Entlassung aus der Armee arbeitete Gans von 1947 bis 1955 bei der Firma Babcock & Wilcox in New York City bei der Installation von Kraftwerkskesseln. 1950 graduierte er zum Master of Machinical Engineering an der Columbia University. Im selben Jahr starb sein Vater. Seine ersten herpetologischen Veröffentlichungen umfassen wissenschaftliche Arbeiten über seine Zeit in Japan, wo er sich mit der Familie der Ruderfrösche (Rhacophoridae) und mit Anpassungen an die Oophagie der Gattung Elaphe befasste. Sein erster Artikel erschien 1949 im Bulletin of the American Museum of Natural History und trägt den Titel A Bibliography of the Herpetology of Japan. Gans setzte seine Karriere als Ingenieur bis 1955 fort, pausierte aber von 1953 bis 1954, um mit Unterstützung des Guggenheim-Stipendiums herpetologische Feldarbeit in Brasilien und Bolivien zu betreiben. Während dieser Reise studierte er erstmals die Systematik und funktionelle Morphologie der Doppelschleichen. 1954 kehrte Gans kurzfristig in seinen alten Beruf als Ingenieur zurück. 1957 machte er seinen Doktortitel mit der Dissertation Studies on African snakes of the genus Dasypeltis über Afrikanische Eierschlangen (Dasypeltes) an der Harvard University. Bereits 1952 veröffentlichte Gans einen Artikel, in dem er die biomechanischen und morphologischen Anpassungen dieser nahezu zahnlosen Schlangen beim Knacken von Eierschalen in der Speiseröhre, beim Auspressen des flüssigen Inhalts und beim Hochwürgen der Eierschalen in einer zigarrenförmigen Masse beschreibt. Während seines Studiums in Harvard legte Gans außerdem dar, dass die Färbung dieser Schlangen geografisch variiert.
Von 1958 bis 1971 war Gans Professor für Biologie sowie Abteilungsleiter an der University at Buffalo (seit 1962 State University of New York at Buffalo). Anschließend wechselte er als Professor für Biologie und Lehrstuhlinhaber für Zoologie an die University of Michigan nach Ann Arbor, wo er bis zu seiner Pensionierung im Jahr 1997 tätig war. Seine Arbeiten und Hunderte von Publikationen befassten sich mit evolutionärer Physiologie und vergleichender Biomechanik. Seine Primärstudien führte er über Reptilien und Amphibien durch. Er war 25 Jahre Herausgeber der Zeitschrift Morphology und er veröffentlichte zwischen 1969 und 2009 die 23-bändige Schriftreihe Biology of the Reptilia. Seine erste Veröffentlichung in Buchlänge war Biomechanics: An Approach to Vertebrate Biology aus dem Jahr 1974, in der er seinen ingenieurwissenschaftlichen und biologischen Hintergrund kombinierte. Er war Mitautor von zwei biologischen Texten, die an Universitäten in den ganzen USA verwendet werden: A Photographic Atlas of Shark Anatomy und Electromyography for Experimentalists. 1975 schrieb er das Sachbuch Reptiles of the World, das in mehrere Sprachen übersetzt wurde. Seine Bibliothek mit über 20.000 herpetologischen Werken befindet sich in der Ben-Gurion-Universität in Israel, die auch seine umfangreiche wissenschaftliche Korrespondenz enthält. Weitere seiner Veröffentlichungen befinden sich bei Scripps Research, in der University of California, in der University of San Diego und im Museum of Comparative Zoology in Harvard. Seine umfangreichen Tiersammlungen, die er über viele Jahrzehnte auf fünf Kontinenten zusammengetragen hatte, befinden sich im Field Museum of Natural History, Chicago, der California Academy of Sciences, San Francisco, dem Carnegie Museum of Natural History, Pittsburgh, und dem Museum of Comparative Zoology in Harvard.
Gans beschrieb 22 Arten aus den Gattungen Amphisbaena, Afrotyphlops, Aspidura, Cynisca, Dalophia, Monopeltis, Pseuderemias, Rhinotyphlops, Trachylepis und Zygaspis.

## Dedikationsnamen
1965 benannte Raymond Laurent die Froschart Ptychadena gansi nach Gans. 1998 beschrieben Richard Thomas und S. Blair Hedges die Doppelschleichen-Art Amphisbaena carlgansi aus Kuba zu Ehren von Carl Gans. Weitere nach ihm benannte Arten sind Cynisca gansi, Cyrtodactylus gansi, Dasypeltis gansi, Eutropis gansi, Lankascincus gansi und Nessia gansi.